# Malary (powiat Starogardzki)
Malary is een plaats in het Poolse district  Starogardzki, woiwodschap Pommeren. De plaats maakt deel uit van de gemeente Skarszewy en telt 110 inwoners.